# شیرشاه ۲: پادشاهی سیمبا
شیرشاه ۲: پادشاهی سیمبا (انگلیسی: The Lion King II: Simba's Pride) انیمیشنی ویدئویی در سبک موزیکال و  درام است که در سال ۱۹۹۸ توسط شرکت  والت دیزنی ویدئو پریمیر به‌صورت فیلم ویدئویی برای عرضه خانگی تولید شده است. این فیلم دنباله‌ای بر انیمیشن شیرشاه محصول سال ۱۹۹۴ دیزنی است و داستان آن تحت تأثیر نمایشنامهٔ «رومئو و ژولیت» اثر ویلیام شکسپیر شکل گرفته است. این فیلم دومین بخش از سه‌گانهٔ «شیرشاه» به‌شمار می‌آید.
این انیمیشن توسط استودیوی «استودیو والت دیزنی انیمیشن استرالیا» ساخته شده و داستان آن بر محور «کیارا»، دختر «سیمبا» و «نالا»، می‌چرخد که دل در گروی عشق «کووو» می‌سپارد؛ شیری از گله‌ای تبعیدشده که زمانی به «اسکار» وفادار بود. در حالی که پیش‌داوری سیمبا نسبت به آن گله و نقشه‌های انتقام‌جویانهٔ «زیرا»، مادر کووو، مانعی برای آن‌هاست، کیارا و کووو برای یکی‌کردن دو گلهٔ جداشده و باهم‌بودن تلاش می‌کنند.
بیشتر صداپیشگان اصلی فیلم نخست، در این قسمت نیز نقش‌های خود را تکرار کرده‌اند، البته با چند استثناء. روان اتکینسون که در فیلم نخست صداپیشهٔ زازو بود، در این فیلم و نیز در  شیرشاه ½۱، محصول سال ۲۰۰۴، با ادوارد هیبرت جایگزین شد. همچنین جرمی آیرونز که صداپیشهٔ اسکار در فیلم اول بود، جای خود را به جیم کامینگز داد؛ کسی که در فیلم نخست تنها به‌طور کوتاه صدای آواز اسکار را اجرا کرده بود. گرچه «پادشاهی سیمبا» مانند قسمت اول توجه گسترده‌ای جلب نکرد، اما به‌طور کلی نقدهای مثبتی از سوی منتقدان و مخاطبان دریافت کرد.

## تولید
در ماه مه سال ۱۹۹۴، بحث‌هایی دربارهٔ امکان ساخت دنباله‌ای مستقیم برای انتشار خانگی از انیمیشن شیرشاه آغاز شد، آن هم پیش از آن‌که فیلم اول اصلاً در سینماها اکران شود. در ژانویه ۱۹۹۵، گزارش شد که دنبالهٔ شیرشاه قرار است «در دوازده ماه آینده» منتشر شود. با این حال، انتشار آن به تأخیر افتاد و سپس در مه ۱۹۹۶ اعلام شد که این فیلم در اوایل سال ۱۹۹۷ منتشر خواهد شد. تا سال ۱۹۹۶، دارل رونی برای کارگردانی فیلم قرارداد امضا کرده بود و جنین روسل نیز به‌عنوان تهیه‌کننده معرفی شد.
در آوریل ۱۹۹۶، جین لیوز (بازیگر سریال Frasier) برای صداپیشگی شخصیتی به نام «بینتی» انتخاب شده بود؛ کاراکتری که قرار بود دوست‌دختر «زازو» باشد، اما در نهایت این شخصیت از فیلم حذف شد. در اوت ۱۹۹۶، چیچ مارین اعلام کرد که بار دیگر نقش «بانزای»، کفتار فیلم نخست را ایفا خواهد کرد، اما این شخصیت نیز نهایتاً از دنباله حذف شد.
در دسامبر ۱۹۹۶، حضور دوبارهٔ متیو برودریک در نقش «سیمبا» تأیید شد، در حالی که همسرش سارا جسیکا پارکر و نیز جنیفر آنیستون در حال مذاکره برای صداپیشگی شخصیتی به نام «عایشه»، دختر سیمبا، بودند. همچنین اندی دیک برای صداپیشگی شخصیت «نوکا» قرارداد بست، اگرچه در برخی گزارش‌ها به اشتباه «نونکا» ذکر شده بود. شخصیت «عایشه» بعدها به «کیارا» تغییر نام داد، زیرا مشخص شد که «عایشه» نام یکی از شخصیت‌های زن پاور رنجرز است. در نهایت، «کیارا» توسط  نِو کمبل، بازیگر مجموعه‌فیلم‌های Scream، صداپیشگی شد.
شخصیت «کُووو» را جیسون مارسدن صداپیشگی کرد؛ همان کسی که در فیلم A Goofy Movie، محصول سال ۱۹۹۵، نقش پسر گوفی، یعنی «مکس»، را گفته بود. در مراحل تولید، ابتدا قرار بود که «کُووو» پسر اسکار باشد و در نتیجه رابطهٔ او با کیارا از لحاظ خانوادگی، نوعی پسرعمه یا پسرخالهٔ دور محسوب می‌شد. به گزارش ورایتی، موضوع «فرزند اسکار که عاشق دختر سیمبا می‌شود» یکی از مباحث داغ و پرچالش بین مدیران ارشد دیزنی بوده است.
به گفتهٔ کارگردان، «درل رونی»، پیش‌نویس نهایی فیلم به‌تدریج به نوعی بازآفرینی از داستان رومئو و ژولیت بدل شد. او توضیح داد: «این بزرگ‌ترین داستان عاشقانه‌ای‌ست که داریم. تفاوت اینجاست که در این فیلم، موقعیت والدین را درک می‌کنی؛ چیزی که در نمایشنامهٔ شکسپیر هرگز چنین نبود.»
از آن‌جا که هیچ‌یک از انیماتورهای اصلی فیلم اول در ساخت این قسمت حضور نداشتند، بیشتر بخش‌های انیمیشن توسط استودیوی تلویزیونی دیزنی در سیدنی، استرالیا، انجام شد. با این حال، طراحی استوری‌بوردها و تمام مراحل پیش‌تولید در استودیوی انیمیشن بلند دیزنی در بربنک، کالیفرنیا، انجام گرفت. بخش‌هایی از انیمیشن نیز توسط استودیوی کانادایی دیزنی و همچنین استودیوی «تون سیتی» در مانیل، فیلیپین، ساخته شد. در مارس ۱۹۹۸، دیزنی رسماً تأیید کرد که دنباله در تاریخ ۲۷ اکتبر ۱۹۹۸ منتشر خواهد شد.